# Cantó de Nogent-sur-Seine
El cantó de Nogent-sur-Seine és un cantó francès del departament de l'Aube, situat al districte de Nogent-sur-Seine. Té 16 municipis i el cap és Nogent-sur-Seine.

## Municipis
- Bouy-sur-Orvin
- Courceroy
- Ferreux-Quincey
- Fontaine-Mâcon
- Fontenay-de-Bossery
- Gumery
- La Louptière-Thénard
- Marnay-sur-Seine
- Le Mériot
- La Motte-Tilly
- Nogent-sur-Seine
- Pont-sur-Seine
- Saint-Aubin
- Saint-Nicolas-la-Chapelle
- Soligny-les-Étangs
- Traînel

## Història
| Data d'elecció                           | Identitat       | Partit          | Qualitat |
| ---------------------------------------- | --------------- | --------------- | -------- |
| 1945-1949                                | Jules Villemin  | SFIO            |          |
| 1949-1961                                | Eugène Berthier | Divers droite   |          |
| 1961-1979                                | Fernand Godier  | RI, després RPR |          |
| 1979-1985                                | M. Marc         | PCF             |          |
| 1985-1992                                | Michèle Baroin  | Divers droite   |          |
| 1992-                                    | Gérard Ancelin  | Divers droite   |          |
| les dades anteriors no són pas conegudes |                 |                 |          |
|                                          |                 |                 |          |

## Demografia
| A partir de 1990: Població sense dobles comptes |